# Robin Bouchard
Robin Bouchard (né le 22 octobre 1973 à Jonquière, Québec, au Canada) est un joueur canadien de hockey sur glace.

## Carrière de joueur
Il fit sa carrière junior dans la Ligue de hockey junior majeur du Québec au début des années 1990. Par la suite, il commença sa carrière professionnelle avec l'Express de Roanoke, avant de passer au Chill de Columbus dans la East Coast Hockey League lors de la saison 1994-1995. Après une saison et demie avec les Generals de Flint dans la Colonial Hockey League (renommé plus tard United Hockey League), y gagnant la Coupe Coloniale, il se joint au Fury de Muskegon à la mi-saison 1996-1997. C'est avec cette équipe qu'il connut les plus grands honneurs dans le hockey mineur professionnel. Il y gagna 4 autres Coupe Coloniale en plus d'être nommé quelques fois sur la 1re et 2e équipes d'étoiles de la UHL. Il est aussi le plus grand pointeur de l'histoire de la UHL avec un total de 791 points récoltés en 9 saisons. Il a aussi évolué une saison avec les Outlaws de San Angelo (2001-02), une saison en Italie avec le HC Bolzano (2006-07) ainsi que quelques parties dans la Ligue américaine de hockey (Griffins de Grand Rapids) et dans la Ligue internationale de hockey (Komets de Fort Wayne).
Outre sa carrière de joueur de hockey sur glace, il a aussi été un joueur de roller hockey durant trois saisons et a aussi occupé la double fonctions de joueur et assistant-entraîneur avec le Fury de Muskegon de 2002 à 2005.

## Statistiques
| Saison     | Équipe                           | Ligue      |     | Saison régulière | Saison régulière | Saison régulière | Saison régulière | Saison régulière |    | Séries éliminatoires | Séries éliminatoires | Séries éliminatoires | Séries éliminatoires | Séries éliminatoires |
| Saison     | Équipe                           | Ligue      | PJ  | B                | A                | Pts              | Pun              | PJ               | B  | A                    | Pts                  | Pun                  |                      |                      |
| 1990-1991  | Bisons de Granby                 | LHJMQ      | 38  | 5                | 6                | 11               | 42               |                  |    |                      |                      |                      |                      |                      |
| 1991-1992  | Bisons de Granby                 | LHJMQ      | 65  | 29               | 26               | 55               | 150              |                  |    |                      |                      |                      |                      |                      |
| 1992-1993  | Bisons de Granby                 | LHJMQ      | 19  | 8                | 10               | 18               | 115              |                  |    |                      |                      |                      |                      |                      |
| 1992-1993  | Cataractes de Shawinigan         | LHJMQ      | 33  | 28               | 22               | 50               | 122              |                  |    |                      |                      |                      |                      |                      |
| 1992-1993  | Titan de Laval                   | LHJMQ      | 15  | 8                | 5                | 13               | 33               |                  |    |                      |                      |                      |                      |                      |
| 1993-1994  | Cataractes de Shawinigan         | LHJMQ      | 70  | 52               | 54               | 106              | 238              |                  |    |                      |                      |                      |                      |                      |
| 1994-1995  | Express de Roanoke               | ECHL       | 10  | 1                | 0                | 1                | 25               |                  |    |                      |                      |                      |                      |                      |
| 1994-1995  | Chill de Columbus                | ECHL       | 46  | 30               | 33               | 63               | 188              | 3                | 0  | 3                    | 3                    | 38                   |                      |                      |
| 1995-1996  | Generals de Flint                | CoHL       | 73  | 56               | 51               | 107              | 247              | 15               | 8  | 9                    | 17                   | 52                   |                      |                      |
| 1996-1997  | Generals de Flint                | CoHL       | 16  | 6                | 12               | 18               | 60               |                  |    |                      |                      |                      |                      |                      |
| 1996-1997  | Fury de Muskegon                 | CoHL       | 52  | 34               | 23               | 57               | 220              | 3                | 2  | 1                    | 3                    | 6                    |                      |                      |
| 1996-1997  | Komets de Fort Wayne             | LIH        | 2   | 1                | 0                | 1                | 2                |                  |    |                      |                      |                      |                      |                      |
| 1997-1998  | Fury de Muskegon                 | UHL        | 72  | 55               | 48               | 103              | 126              | 11               | 4  | 5                    | 9                    | 34                   |                      |                      |
| 1998-1999  | Fury de Muskegon                 | UHL        | 70  | 48               | 34               | 82               | 148              | 18               | 13 | 9                    | 22                   | 34                   |                      |                      |
| 1999-2000  | Fury de Muskegon                 | UHL        | 58  | 33               | 34               | 67               | 125              | 13               | 7  | 9                    | 16                   | 38                   |                      |                      |
| 2000-2001  | Fury de Muskegon                 | UHL        | 73  | 44               | 40               | 84               | 179              | 5                | 2  | 4                    | 6                    | 18                   |                      |                      |
| 2001-2002  | Fury de Muskegon                 | UHL        | 22  | 14               | 9                | 23               | 26               | 17               | 9  | 8                    | 17                   | 40                   |                      |                      |
| 2001-2002  | Outlaws de San Angelo            | LCH        | 44  | 25               | 30               | 55               | 75               |                  |    |                      |                      |                      |                      |                      |
| 2002-2003  | Fury de Muskegon                 | UHL        | 73  | 43               | 55               | 98               | 131              | 9                | 8  | 5                    | 13                   | 21                   |                      |                      |
| 2003-2004  | Fury de Muskegon                 | UHL        | 76  | 55               | 65               | 120              | 136              | 11               | 3  | 6                    | 9                    | 35                   |                      |                      |
| 2004-2005  | Fury de Muskegon                 | UHL        | 73  | 43               | 55               | 98               | 171              | 14               | 8  | 9                    | 17                   | 32                   |                      |                      |
| 2004-2005  | Griffins de Grand Rapids         | LAH        | 4   | 0                | 1                | 1                | 6                |                  |    |                      |                      |                      |                      |                      |
| 2005-2006  | Fury de Muskegon                 | UHL        | 74  | 59               | 57               | 116              | 161              | 12               | 7  | 8                    | 15                   | 29                   |                      |                      |
| 2006-2007  | HC Bolzano                       | Serie A    | 28  | 18               | 28               | 46               | 60               | 5                | 2  | 1                    | 3                    | 6                    |                      |                      |
| 2007-2008  | Fury de Muskegon                 | LIH        | 66  | 30               | 41               | 71               | 183              | 3                | 1  | 1                    | 2                    | 6                    |                      |                      |
| 2008-2009  | Killer Bees de Rio Grande Valley | LCH        | 27  | 8                | 20               | 28               | 31               | -                | -  | -                    | -                    | -                    |                      |                      |
| 2008-2009  | Lumberjacks de Muskegon          | LIH        | 46  | 42               | 25               | 67               | 91               | 11               | 5  | 6                    | 11                   | 20                   |                      |                      |
| 2009-2010  | Lumberjacks de Muskegon          | LIH        | 68  | 60               | 41               | 101              | 117              | 7                | 2  | 3                    | 5                    | 51                   |                      |                      |
| Totaux UHL | Totaux UHL                       | Totaux UHL | 591 | 394              | 397              | 791              | 1203             | 110              | 61 | 63                   | 124                  | 281                  |                      |                      |

### Statistiques de Roller Hockey
| Saison | Équipe                | Ligue |    | Saison régulière | Saison régulière | Saison régulière | Saison régulière | Saison régulière |   | Séries éliminatoires | Séries éliminatoires | Séries éliminatoires | Séries éliminatoires | Séries éliminatoires |
| Saison | Équipe                | Ligue | PJ | B                | A                | Pts              | Pun              | PJ               | B | A                    | Pts                  | Pun                  |                      |                      |
| 1996   | Cobras d'Empire-State | RHI   | 13 | 13               | 11               | 24               | 59               |                  |   |                      |                      |                      |                      |                      |
| 1996   | Loggers d'Ottawa      | RHI   | 18 | 11               | 17               | 28               | 67               |                  |   |                      |                      |                      |                      |                      |
| 1997   | Wheels d'Ottawa       | RHI   | 24 | 28               | 35               | 63               | 35               |                  |   |                      |                      |                      |                      |                      |

### Équipes d'étoiles et trophées
- 1996 : remporte la Coupe Coloniale avec les Generals de Flint.
- 1999, 2002, 2004 et 2005 : remporte la Coupe Coloniale avec le Fury de Muskegon.
- 2003, 2004 et 2006 : nommé dans la 1re équipe d'étoiles de la United Hockey League.
- 2005 : nommé dans la 2e équipe d'étoiles de la United Hockey League.
- 2006 : joua le Match des étoiles de la United Hockey League.

## Carrière d'entraîneur
Fut joueur et assistant-entraîneur du Fury de Muskegon durant trois saisons, de 2002-2003 à 2004-2005.